# Rophites mandibularis
Rophites mandibularis là một loài Hymenoptera trong họ Halictidae. Loài này được Morawitz mô tả khoa học năm 1891.